# Чижово (Духовщинський район)
Чижово (рос. Чижево) — село в Духовщинському районі Смоленської області Росії. Входить до складу Бабинського сільського поселення.
Населення — 7 осіб (2007).

## Розташування
Розташоване в північній частині області за 15 км на південний захід від міста Духовщина. За 2,5 км на схід від села знаходиться залізнична станція Чижово на лінії Смоленськ—Озерний.

## Історія
Станом на 1885 рік у колишньому державному селі, центрі Никоновської волості Духовщинського повіту Смоленської губернії, мешкало 229 осіб, налічувалось 35 дворових господарства, існували православна церква й школа, відбувались торжки.
У 18 ст. в Чижові народився Великий князь Григорій Олександрович Потьомкін. Він був дуже відомий та впливовий державний і військовий діяч, дипломат, генерал-фельдмаршал… А ще, Великий Гетьман Катеринославських та Чорноморських козацьких військ. Потьомкін заснував і успішно колонізував кілька українських міст – Дніпро (1776 р.), Херсон (1778 р.) і Миколаїв (1789 р.).